# Constans I
Constans I (tiếng Latin: Augustus Constans Flavius Julius)  (c.323  -350), là Hoàng đế La Mã từ năm 337-350. Ông đã đánh bại anh trai Constantinus II của mình trong năm 340, nhưng sự tức giận trong quân đội vì cuộc sống cá nhân của mình và sự ưu đãi cho các vệ sĩ man rợ của ông gây ra cuộc nổi loạn của tướng Magnentius, và dẫn đến vụ ám sát Constans trong năm 350.

## Sự nghiệp
Constans là con trai thứ ba và là người trẻ nhất trong số các con của Constantinus Đại đế và Fausta, người vợ thứ hai của cha mình. Ông được nuôi dạy tại triều đình của cha mình tại Constantinopolis dưới sự giám hộ của nhà thơ Aemilius Magnus Arborius.
Ngày 25 tháng 12 năm 333, Constantinus I phong Constans lên chức Caesar ở Constantinopolis  Trước năm 337, Constans đã đính hôn với Olympias, con gái của Trưởng quan cận vệ Ablabius, mặc dù cuộc hôn nhân không bao giờ thành hiện thực. Với cái chết của Constantinus năm 337, Constans và hai người anh em, Constantinus II và Constantius II đã phân chia thế giới La Mã giữa họ, sau khi đã tàn sát hầu như tất cả người nhân của cha,những người có quyền kế vị. Quân đội tuyên bố họ là Augusti vào ngày 09 Tháng chín, năm 337  Hầu như ngay lập tức., Constans buộc phải đối phó với một cuộc xâm lược của người Sarmatia vào cuối năm 337, mà sau đó ông giành được một chiến thắng vang dội.

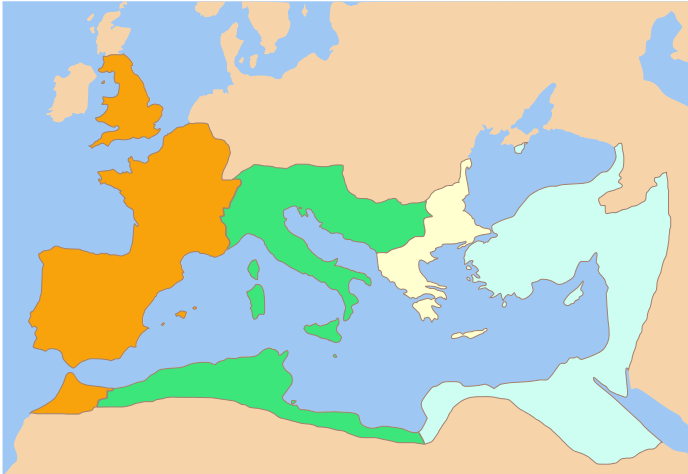
Sự phân chia đế quốc La Mã bởi các ceasar do Constantinus Đại đế phong lần lượt từ Tây sang Đông: Constantinus II, Constans I, Dalmatius và Constantius II. Sau cái chết của Constantinus I, đây là sự phân chia trên thực tế của của đế quốc La Mã cho đến khi Dalmatius bị giết chết và phần lãnh thổ của ông được chia giữa Constans I và Constantius II.

Lúc đầu, Constans nằm dưới sự giám hộ của Constantinius II, tai cuộc phân chia ban đầu Constans nhận được pháp quan các quận của Ý và châu Phi . Constans không hài lòng với sự phân chia này, và vì vậy anh em họ gặp nhau tại Viminacium trong năm 338 để sửa đổi địa giới Constans cố gắng để có thêm tỉnh của Illyricum và giáo phận của Thrace, những tỉnh đó ban đầu là một phần những gì đã được cai trị bởi Dalmatius người anh em họ của ông như là dự định của Constantinus I phân chia lãnh thổ đế quốc sau khi ông mất.. Anh trai của Constans, Constantinus II, sớm phàn nàn rằng ông đã không nhận được những vùng lãnh thổ đó do xuất phát từ vị trí của mình là người lớn tuổi nhất trong số những người con trai của Constantinus .
Bực bội vì Constans đã nhận được Thrace và Macedonia sau khi cái chết của Dalmatius, Constantinus yêu cầu Constans giao hành tỉnh châu Phi, trong đó, để duy trì một nền hòa bình mong manh, ông đã đồng ý làm vậy.